# Vincent Lucas
Vincent Lucas est un musicien né en 1967. Il est flûtiste (flûte traversière).

## Carrière internationale
Vincent Lucas a commencé à étudier la flûte traversière à l'âge de 8 ans au conservatoire de Clermont-Ferrand.
En 1981 il est rentré premier nommé au Conservatoire national supérieur de musique et de danse de Paris (CNSMDP). 
En 1984 il obtient le concours radiophonique international de la ville de Prague (Concertino Praga).
Il a été flûtiste 5 ans au sein de l’Orchestre du Capitole de Toulouse à partir de 1984. Puis il a été second flûtiste et solo piccolo au sein de l’Orchestre philharmonique de Berlin à partir de 1989 pendant 6 ans.
Il est nommé premier flûte solo de l’Orchestre de Paris depuis 1994. Il est un membre du Quintette à vent des solistes de l'orchestre de Paris.
En parallèle il est régulièrement appelé par différents orchestres pour des remplacements.
Le passage dans ces différents orchestres lui a permis de jouer dans des salles de concert reconnues pour leur prestige : Musikverein de Vienne, Royal Albert Hall de Londres, Concertgebouw d’Amsterdam, Suntory Hall de Tokyo, Carnegie Hall de New-York en sont quelques exemples.
Vincent Lucas a aussi une carrière de chambriste.

## Activités pédagogiques
Vincent Lucas enseigne au Conservatoire à rayonnement régional de Paris (CRR) comme professeur principal depuis 1999. Il enseigne aussi  depuis 1995 au Conservatoire national supérieur de musique et de danse de Paris (CNSMDP) comme professeur assistant.
Chaque année il enseigne à l'académie internationale d'été de Nice.
Par ailleurs il enseigne au sein de master-class en France et dans le monde notamment en Allemagne, Angleterre, Danemark, Serbie, Italie, Japon, Corée, Chine, Taïwan, États-Unis.
Enfin, il est professeur honoraire au College of Music Toho Gakuen à Tokyo.

## Discographie
Vincent Lucas a réalisé plusieurs enregistrements sous le label Indésens :
- Saint-Saëns (Intégrale) : Les solistes de l'orchestre de Paris. 2010. Meilleur enregistrement de l'année aux Victoires de la Musique en 2011.
- Poulenc : Claire Désert, Emanuel Strosser, Les solistes de l'orchestre de Paris - Intégrale de la musique de chambre avec vents. 2010. Choc classica. 4 clés Télérama[8].
- Poulenc, Messiaen, Gabriel Fauré, Debussy. Vincent Lucas, Emmanuel Strosser.
- Gaubert. Musique de chambre avec flûte. Avec Laurent Wagschal.
- Jean Françaix. Le Gai Paris. Divertissements et sonates.
- Debussy. Multi artistes. Musique de chambre avec vents.
- Bach, Poulenc, Debussy, Hindemith. Vincent Lucas Alone.
- Karol Beffa. Multi artistes. Musique de chambre avec vents.